# Нисибиска школа
Нисибиска школа (сиријски: ܐܣܟܘܠܐ ܕܢܨܝܒܝܢ), једно време апсорбована у Едеској школи, била је образовна установа у Нисибису (сада Нусајбин, Турска). Била је важно духовно средиште ране Цркве Истока, а попут Академије у Гондишапуру понекад се назива и првим универзитетом на свету.. Школа је имала три основна одељења: теологију, филозофију и медицину. Њен најпознатији учитељ био је Нарсаи, некадашњи управник Едеске школе.
Школа је основана 350. године у Нисибису. Током 363. године, када је Нисибис пао у руке Персијанаца, свети Јефрем, Сиријац, је у пратњи више наставника, напустио школу. Отишли су до Едеске школе, где је Јефрем преузео управу над тамошњом школом. Основали су је још у 2. веку краљеви из династије Абгар. Када је Јефрем преузео школу, њен значај је још више порастао. Након несторијанске шизме, када је византијски цар Зенон наредио да се школа затвори због учења из несторијанске доктрине, коју је халкедонско хришћанство оценило јеретичким, школа је премештена назад у Нисибис.

## Рана историја
Школу је око 350. године основао Јаков из Нисибиса (Мар Јакуб). Њен узор је била школа Диодора Тарсијског у Антиохији. Била је то идеална локација за сиријску школу: у центру сиријског света, али још увек у Римском царству, које је тек прихватило хришћанство. Већи део Месопотамије био је под влашћу персијских Сасанида, који су још покушавали да оживе древну зороастријску религију.

## Изгнанство у Едесу
Персијци су 363. године заузели Нисибис, а школа је премештена на запад, у постојећу школу у Едеси у Месопотамији, где је била позната као "Школа Персијанаца" (Ескули д-Форсоје / Ескули д-Парсаје на едеско арамејском / сиријском). Тамо је, под вођством Јефрема, школа стекла славу и изван граница сиријског говорног света. 
У међувремену, у Антиохији Теодор Мопсуестијски је преузео Диодорову школу, а његови списи су убрзо постали темељ сиријске теологије. Још за време његовог живота преведени су на сиријски језик и постепено су заменили дело Јефрема. Један од његових најпознатијих ученика био је Несторије, који је постао Цариградски патријарх, али наука коју је проповедао натерала га је да се нађе пред Кирилом Александријским. Кирил је тежио да Несторија прогласе за јеретика, а на Трећем васељенском сабору 431. године формално је осудио Несторија.
Настали сукоб довео је до несторијанске шизме која је Цркву Истока одвојила од западног-византијског облика хришћанства. Противници Несторија такође су напали Теодорову школу Диодора, а Сиријци су одговорили пруживши заштиту Несторијевим следбеницима. Године 489. византијски цар Зенон је наредио да се школа затвори због својих несторијанских тенденција и врати се у Нисибис.

## Центар сиријске теологије
Назад у Нисибису, школа је постала још познатија. Привукла је студенте из свих сиријских цркава, многи од њених ученика били носиоци истакнутих црквених звања, а његово учење било је нормативно. Егзегетичке методе школе следиле су традицију Антиохије: строго дословно, контролисано чистом граматичко-историјском анализом. Рад Теодора био је средишњи део теолошког учења, а људи попут Аврама из Бет Рабана, који је школу водио средином 6. века, уложили су велики напор да његов рад постане што доступнији. Писма самог Несторија додата су наставном програму тек око 530. године.
На крају 6. века, школа је прошла кроз теолошку кризу, када је управник Хенана из Адиабене покушао да ревидира званичну егзегетичку традицију која потиче од Теодора из Мопсуестије. Расправа о Хенани поделила је Цркву Истока и довела до одласка многих чланова школе,  вероватно укључујући Бабаија Великог. Фокус контроверзе била је расправа између присталица једно-кнома (отприлике "хипостаза") и дво-кномне христологије,  а подела је погоршана интервенцијама миафизита из западне Сирије. Напад Бабаија на Хенанину једнокномну теологију опште је прихваћен од стране Цркве Истока, мада је Хенана оставио значајан утицај на каснију традицију тумачења Цркве.
Контраверза око Хенане и монашки препород који је покренуо Аврам из Кашкара, којга је подржао Бабаи, умањила је утицај школе, а ширење других школа које су утемељене на његовом моделу широм Сасанидског царства такође је умањило њену средишњу улогу. У првој половини 7. века, након смрти Хенане  610, изгледа да је школа доживела убрзани пад.

## Утицај на западу
Слава овог теолошког богословског училишта била је толико велика да су папе Агапет I и Касиодор желели да оснују школу сличне врсте у Италији. Неизвесна времена спречила су да се њихове жеље остваре, али Касиодоров манастир у Виваријуму био је инспирисан примером Нисибиса који је научио од квестора Џунилија за време свог боравка у Цариграду.

## Познати ученици и наставници
- Патријарх Аба I, ученик и учитељ
- Аврам из Бет Рабана, управник 530–569
- Бабај Велики, ученик
- Бархадбшаба Арбаја, ученик
- Бархадбешаба из Холвана, ученик
- Барсаума, учитељ
- Кир из Едесе, ученик
- Дадишо са планине Изла, ученик
- Енанишоʿ, ученик
- Јефрем, Сиријац, учитељ
- Габриел из Катара ученик(вероватно)
- Хенана из Адиабене, управник 571–610
- Патријарх Ишојахб II, ученик
- Павле Персијанац, ученик и учитељ
- Патријарх Сабришо I, ученик
- Северије Себохт, учитељ
- Тома Ефески, ученик и учитељ